# S&P Global Commodity Insights
S&P Global Commodity Insights (ehemals bekannt als Platts) ist ein Preis-Informationsdienst für den Handel mit Energie, Rohstoffen und Agrarprodukten, insbesondere Erdöl, Erdgas, Strom, Metallen und Zucker.
Platts wurde 1909 in den USA gegründet und gehört seit 1953 zum S&P Global-Konzern (bzw. dessen Vorgänger McGraw-Hill Financial).

## Unternehmensgeschichte

### Gründung als Preisinformationsdienst für Erdöl
1909 gründete der Reporter Warren C. Platt in Cleveland, Ohio einen Verlag, um die zunächst monatlich erscheinende Zeitschrift National Petroleum News herauszugeben. Deren Hauptinhalt waren Preisinformationen und Nachrichten für die Erdölindustrie. Mit dem Eintritt der Vereinigten Staaten in den Ersten Weltkrieg im Frühjahr 1917 stieg der Bedarf an aktuellen Preisinformationen, sodass die National Petroleum News fortan im wöchentlichen Turnus erschien.:1–2

### Aufstieg zum Standardanbieter für Ölpreisinformationen
1923 folgte mit Platts Oilgram ein tagesaktuell versandter Newsletter und der Unternehmenssitz wurde nach Tulsa im Bundesstaat Oklahoma verlegt.:2 Tulsa war zum damaligen Zeitpunkt das Zentrum der Erdölwirtschaft in den Vereinigten Staaten und wurde umgangssprachlich als „Oil Capital of the World“ bezeichnet.
Im Jahr 1928 verständigten sich die drei führenden Erdölförderer der damaligen Zeit, Standard Oil, Royal Dutch Shell und Anglo-Persian Oil (Vorgänger des heutigen BP-Konzerns) auf die Errichtung eines Preiskartells, das als Gulf-Plus bezeichnet wurde.:2 Der Handelspreis für Öl wurde dabei bestimmt, indem zu den in Platts Oilgram veröffentlichten Preisen der texanischen Ölfelder ein (fiktiver) Aufschlag für den Transport ab dem Golf von Mexiko hinzugerechnet wurde (daher der Name Gulf-Plus). Das Oilgram wurde damit praktisch zur Standardreferenz für Ölpreise.
Der inzwischen nicht mehr nur aus Tulsa, sondern auch aus Cleveland, Chicago und New York versandte Newsletter wurde ab 1934 in zwei separate Werke aufgeteilt: Oilgram Price Service und Oilgram News Service. Zugleich eröffnete das Unternehmen Standorte in Washington, D.C. und Houston.:2

### Übernahme durch McGraw-Hill
Im Jahr 1953 übernahm der McGraw-Hill-Verlag alle Platts-Unternehmen (W. C. Platt Co. (Oilgram News Service), Platt's Price Service Inc., sowie die  National Petroleum Publishing Company – einschließlich der National Petroleum News). McGraw-Hill verfügte mit dem Power Magazine, das sich insbesondere auf den Strommarkt konzentrierte, bereits über eine eigene Publikation im Energiesektor. Mit der Übernahme erfolgte auch die Verlegung des Geschäftssitzes nach New York City.:2
Nach mehreren Änderungen der Bezeichnung und des Formats (Oilgram Week, Petroleum Week) in den Fünfzigerjahren folgte in den Sechzigern die Entwicklung und Veröffentlichung des Channel Port Index und der European Bulk Rotterdam barge and cargo quotations, Preisinformationen die speziell auf den europäischen Seefracht-Markt abzielten.:3

### Informationsbereitstellung über Telekommunikationsdienste
Ab den Siebzigerjahren stellte Platts die täglichen Preisinformationen auch per Telex bereit.
Durch die Ölpreiskrisen der Siebziger entstand zunehmend der Bedarf nach noch aktuelleren, untertägigen Preisinformationen. Die von der Nixon-Regierung initiierten Preiskontrollen konnten dies zwar vorübergehend hinauszögern, spätestens mit dem Einsetzen der Deregulierung der US-Ölpreise unter Präsident Jimmy Carter im Jahr 1979 entstand jedoch ein globaler Ölmarkt, auf dem, durch Angebot und Nachfrage getrieben, die Preisbildung praktisch in Echtzeit erfolgte.
Ab 1984 führte Platts seinen ersten bildschirmbasierten Echtzeitdienst Platts Global Alert ein und bot diesen ab 1986 auch in Europa und Asien an.:3

### Erweiterung des Informationsangebots um weitere Rohstoffmärkte
Im Verlauf der Siebziger- und Achtzigerjahre gab das Unternehmen seine ursprüngliche Schwerpunktsetzung auf Erdöl schrittweise auf und erweiterte sein Angebot zunächst um Informationsdienste für petrochemische Produkte (European Petrochemicalscan ab 1975; Petrochemical Alert ab 1987); später folgten Dienste für Metalle (Metals Week; Metals Alert).:3
Ab den Neunzigern wurde das Angebot zudem auf Informationen zu verschiedenen Primärenergieträgern ausgedehnt, darunter Erdgas, Kohle, LNG und Nuklearbrennstoffe (European Power Alert, Electric Utility Week, Nucleaonics Week, Inside FERC, Inside Energy etc.). Einzelne dieser Publikationen hatte McGraw-Hill zuvor in anderen Geschäftsbereichen veröffentlicht, bündelte diese Aktivitäten aber ab 1999 vollständig unter der Marke Platts.:3–4
Zudem stand nunmehr auch der Stromhandel im Mittelpunkt spezieller Platts-Publikationen.
Zum Ende des Jahrzehnts unterhielt Platts weltweit 14 Standorte und beschäftigte ca. 300 Mitarbeiter.:4

### Expansion und Übernahmen in den Zweitausenderjahren
Im Jahr 2001 übernahm Platts Financial Times Energy vom britischen Pearson-Konzern für geschätzt 65 Millionen US-Dollar.
Durch die Übernahme festigte Platts seine Position als führender Informationsdienstleister für den europäischen und nordamerikanischen Energiemarkt. Zu den von FT Energy übernommenen Publikationen zählten unter anderem Megawatt Daily, Gas Daily, Coal Outlook und Power in Europe. Durch die Übernahme wurde Platts zudem Veranstalter der zuvor von FT Energy ins Leben gerufenen Global Energy Awards, des mittlerweile größten Branchenpreises des Energiesektors.:4
Im Jahr 2004 erweiterte Platts sein geografisches Einzugsgebiet durch die Eröffnung von Standorten in Moskau und Guangzhou.:4
Im selben Jahr wurde vom Center for Business Intelligence Research das Konferenzgeschäft für den Energiesektor übernommen. CBI Research (zwischenzeitlich zu Advanstar Communications Inc. gehörig, dann von UBM übernommen; heute Teil von Informa) veranstaltete zu diesem Zeitpunkt jährlich etwa 40 Tagungen mit thematischer Ausrichtung auf verschiedene Schwerpunktthemen innerhalb der Energiebranche.
2005 erweiterte das Unternehmen sein Informationsangebot zu Flüssigerdgas (LNG Daily, Platts LNG TraderNET) und Metall (Steel Markets Daily) und errichtete zudem einen Informationsdienst für den CO2-Emissionsrechtehandel.
Bis zum Jahr 2009 war Platts auf 17 Standorte gewachsen und beschäftigte 600 Mitarbeiter.:5

### Weitere Übernahmen
Anfang 2011 erwarb Platts den 1985 gegründeten Informationsdienst Bentek Energy, der besonders im Gasbereich stark war. 2011 erwarb Platts die 2001 in London gegründete Steel Business Briefing Group und den 2006 gegründeten The Steel Index (TSI). Damit stieg Platts zu den führenden Preis-Informationsdienst im Metallbereich auf.
2012 erwarb Platts den 1990 gegründeten und auf Zucker und Biokraftstoffe spezialisierten Schweizer Informationsdienst Kingsman.

### Aufspaltung von McGraw-Hill
Der McGraw-Hill-Konzern wurde im Jahr 2011 in die eigenständigen Unternehmen McGraw-Hill Education (Verlagsaktivitäten, vor allem Schulbücher) und McGraw-Hill Financial (Finanzdienstleistungen) aufgespalten; Platts war zunächst Teil des letzteren.
Im Februar 2016 gab McGraw Hill Financial bekannt, sich im weiteren Verlauf des Jahres in S&P Global umzubenennen.

## Untersuchung der EU-Kommission zu Marktmanipulationen im Ölsektor
2013 wurden im Rahmen einer Untersuchung durch die Europäische Kommission Büroräume von Platts, BP, Shell und Statoil in London durchsucht, da der Verdacht einer seit zehn Jahren andauernden Manipulation des Ölpreises bestand.
Gegenstand der Untersuchung war das von Platts angewandte und als Market On Close (MOC) bezeichnete Preisbestimmungsverfahren für Rohöl, raffinierte Erdölprodukte und Biokraftstoffe. Preisinformationsdienste wie Platts standen dabei nicht selbst im Verdacht, Marktmanipulationen begangen zu haben; vielmehr bestand der Verdacht, dass Marktteilnehmer (etwa Ölförderer) durch gezielte Falschmeldung von Transaktionspreisen an die Informationsdienste deren veröffentlichte Referenzpreise in ihrem Interesse beeinflusst haben könnten.
Hintergrund ist die Tatsache, dass Öl (ebenso wie Gas und viele andere Rohstoffe) in der Regel in Form von OTC-Geschäften (d. h. außerbörslich) gehandelt wird, sodass eine verlässliche Marktpreisbestimmung schwierig ist. Informationsdienste versuchen, dieses Defizit aufzufangen, in dem sie aus ihnen gemeldeten Angebots-, Nachfrage- und Transaktionspreisen einen Vergleichspreis ermitteln.
Koordinieren nun mehrere Marktteilnehmer die Meldung falscher (d. h. fiktiv überhöhter) Marktdaten an einen Informationsdienst, resultiert das zunächst in falschen Vergleichspreisen. Diese führen zu einer verzerrten Marktwahrnehmung und so letztendlich auch zum Anstieg der tatsächlichen Preise künftiger Transaktionen, was eine Benachteiligung der Kunden darstellt.
Um nicht mit derartigen Marktmanipulationen in Verbindung gebracht zu werden, stellte eine Reihe von Unternehmen (darunter Energieunternehmen, Banken und Wertpapierhändler) die Übermittlung von Marktdaten an Platts und andere Preis-Informationsdienste ein.